# سلالة آل مظفر
كانت سلالة آل مظفر، التي يشار إليها أحيانا باسم سلالة أحمد آباد، كانوا سلاطين غوجارات في غرب الهند من 1391 إلى 1583. وكان مؤسس سلالة ظفر خان (سُمي في وقت لاحق مظفر شاه الأول) الذي كان حاكم ولاية غوجارات من قبل دولة سلطنة دلهي. وكان والد ظفر خان سادهاران، وهو تانكا راجبوت تحول إلى إسلام، واعتمد اسم وجيه الملك، وقدم شقيقته لفيروز شاه تغلق لزواج منها. عندما ضعفت السلطنة بسبب أجتياح تيمورلنك لدلهي في عام 1398، أنتهز ظفر خان الفرصة ليعّلن نفسه سلطان مستقل على سلطنة الكجرات. ابنه أحمد شاه أنشأ العاصمة في أحمد آباد. حكمت السلالة ما يقرب من 200 سنة، حتى غزو ولاية غوجارات من قبل الإمبراطورية المغولية في 1572. وصلت السلطنة إلى ذروتها للتوسع في عهد محمود بيغادا، ووصلت شرقًا إلى مالوا وغربًا إلى خليج كوتش.

## سلاطين ولاية غوجارات
| اللقب والاسم                                                   | الاسم الشخصي                                                     | الحكم                   |
| -------------------------------------------------------------- | ---------------------------------------------------------------- | ----------------------- |
| شمس الدين مظفر شاه الأول شمس الدین مظفر شاہ اول                | ظفر خان                                                          | 1391 - 1403 (1st Reign) |
| نصير الدين محمد شاه الأول نصیر الدین محمد شاہ اول              | تتار خان                                                         | 1403 - 1404             |
| شمس الدين مظفر شاه الأول شمس الدین مظفر شاہ اول                | ظفر خان                                                          | 1404 - 1411 (2nd Reign) |
| ناصر الدين أحمد شاه الأول ناصر الدین احمد شاہ اول              | أحمد خان                                                         | 1411 - 1443             |
| معز الدين محمد شاه الثاني المعز الدین محمد شاہ دوم             | كريم خان                                                         | 1443 - 1451             |
| قطب الدين أحمد شاه الثاني قطب الدین احمد شاہ دوم               | جلال خان                                                         | 1451 - 1458             |
| داود شاه داود شاہ                                              | داود خان                                                         | 1458                    |
| ناصر الدين محمود شاه الأول ناصر الدین محمود شاہ أول محمود بگڑا | فاتح خان                                                         | 1458 - 1511             |
| شمس الدين مظفر شاه الثاني شمس الدین مظفر شاہ دوم               | خليل خان                                                         | 1511 - 1526             |
| سكندر شاه سکندر شاہ                                            | سكندر خان                                                        | 1526                    |
| ناصر الدين محمود شاه الثاني ناصر الدین محمود شاہ دوم           | ناصر خان                                                         | 1526                    |
| قطب الدين بهادر شاه قطب الدین بہادرشاہ                         | بهادر خان                                                        | 1526 - 1535 (1st Reign) |
| سلطنة مغول الهند همايون: 1535 - 1536                           |                                                                  |                         |
| قطب الدين بهادر شاه قطب الدین بہادرشاہ                         | بهادر خان                                                        | 1536 - 1537 (2nd Reign) |
| ميران محمود شاه فاروقي میران محمد شاہ تریہم                    | ميران محمود شاه فاروقي من خانديش                                 | 6 weeks; 1537           |
| ناصر الدين محمود شاه الثالث ناصر الدین محمود شاہ تریہم         | محمود خان                                                        | 1537 - 1554             |
| غياث الدين أحمد شاه الثالث غیاث الدین احمد شاہ تریہم           | أحمد خان                                                         | 1554 - 1561             |
| شمس الدين مظفر شاه الثالث شمس الدین مظفر شاہ تریہم             | هوبو نانو أو ناثو (أحد المطالبين بالعرش وفقًا للمؤرخين المغول)    | 1561 - 1573             |
| سلطنة مغول الهند جلال الدين أكبر: 1573 - 1583                  |                                                                  |                         |
| شمس الدين مظفر شاه الثالث شمس الدین مظفر شاہ تریہم             | هوبو أو نانو أو ناثو (أحد المطالبين بالعرش وفقًا للمؤرخين المغول) | 1583 (Restored)         |
| سلطنة مغول الهند جلال الدين أكبر                               |                                                                  |                         |

## الروابط الخارجية
- List of rulers of Gujarat